# ルイ＝フレデリック・シュッツェンベルジェ
ルイ＝フレデリック・シュッツェンベルジェ（Louis Frédéric Schützenberger、1825年9月8日 - 1903年4月17日）は、フランスのアカデミック美術の画家である。

## 略歴
ストラスブールの醸造業を営む家の息子に生まれた。狩猟の帰りに父親の邸をしばしば訪れる客の獲物の動物を、8歳のころのシュッツェンベルジェがチョークで床やテーブルに描いて遊んでいた。客の中のゲラン(Gabriel-Christophe Guérin）という画家がそれを見て、父親に絵を学ばせるのを勧め、ゲランの弟子になり絵を学び始めた。
1842年にゲランの勧めでパリに出て、歴史画家のポール・ドラローシュの工房で学び、1643年にドラローシュがイタリアに移った後は、パリ国立高等美術学校のシャルル・グレールのもとで学んだ。パリではジャン＝レオン・ジェローム(1824-1904)やギュスターヴ・ブリオン(Gustave Brion: 1824-1877)、フレデリック・リックス(1830-1897)、ジャン＝ルイ・アモン(1821-1874)、オーギュスト・トゥールムーシュ(1829-1890)らと同時期に修行時代をすごした。
1848年に美術学校で賞を得て、1850年にパリのサロンで初展示し、3等のメダルを受賞した。1852年にサロンに歴史画を出展し、メダルを受賞した。シュッツェンベルジェの「Danse grecque」という作品は国に買い上げられ、リュクサンブール美術館に収蔵された。
1861年にローマへ旅し、1年以上滞在した。 パリに戻り、1862年に工房を開き数年間、パリで活動した後、パリを離れストラスブールに戻った。バ＝ラン県のScharrachbergheim-Irmstettに1870年から1885年の間 所有した邸にスタジオを設けて、肖像画や風俗画、風景画を描いた。
1870年にレジオンドヌール勲章（シュバリエ）を受勲した。
1903年にストラスブールで77歳で亡くなった。
いとこのルネ・シュッツェンベルジェ(1860-1916)も画家になった。

## 作品

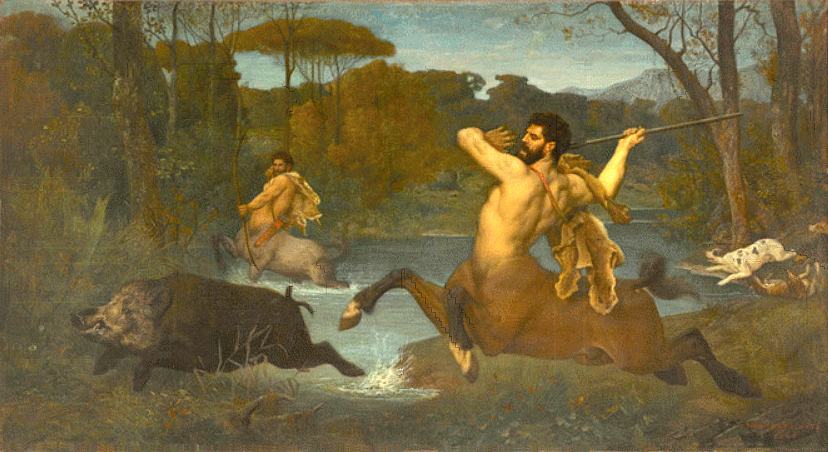
イノシシを狩るケンタウロス (1864)
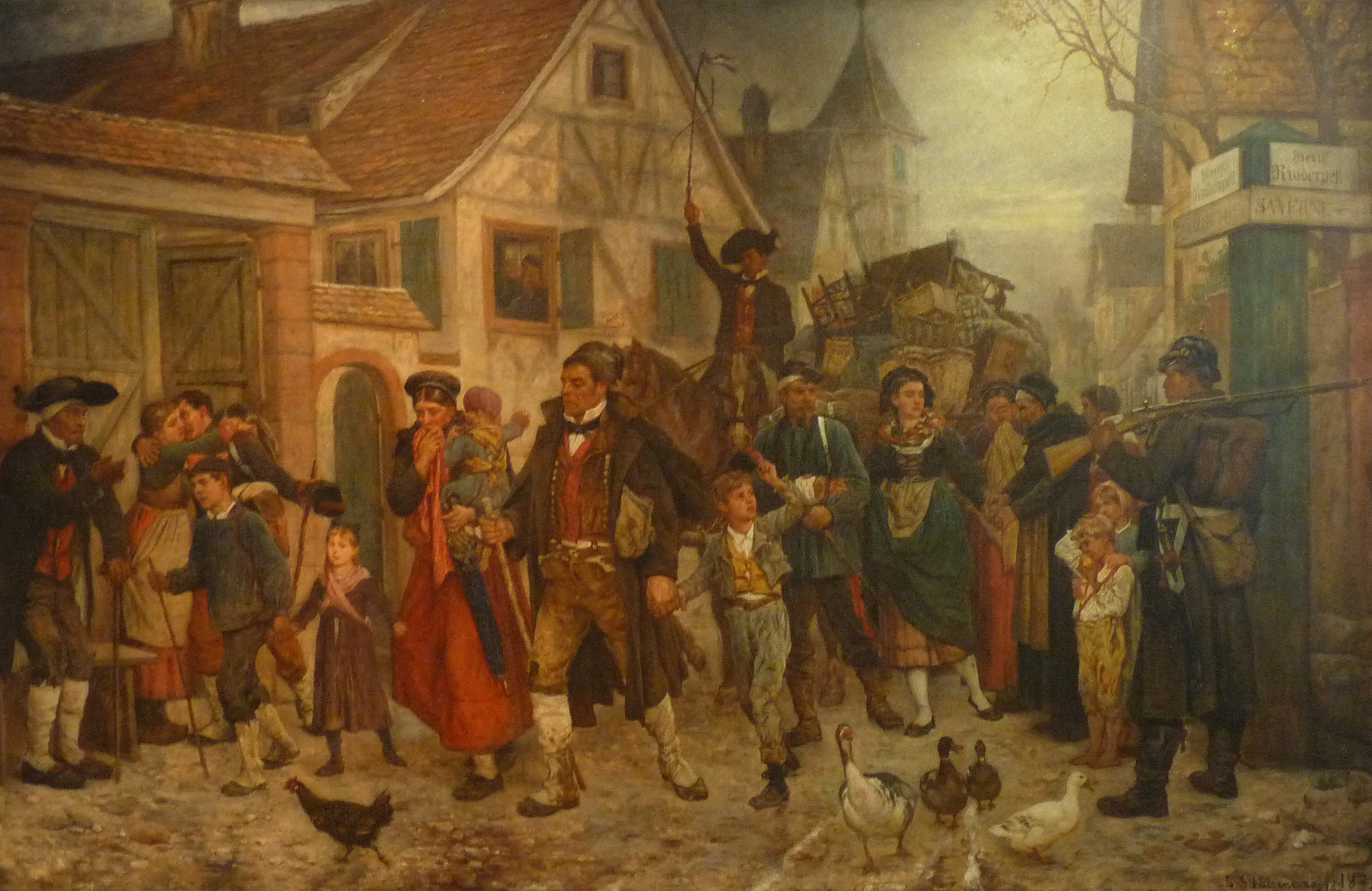
集団避難(1872) ミュルーズ美術館
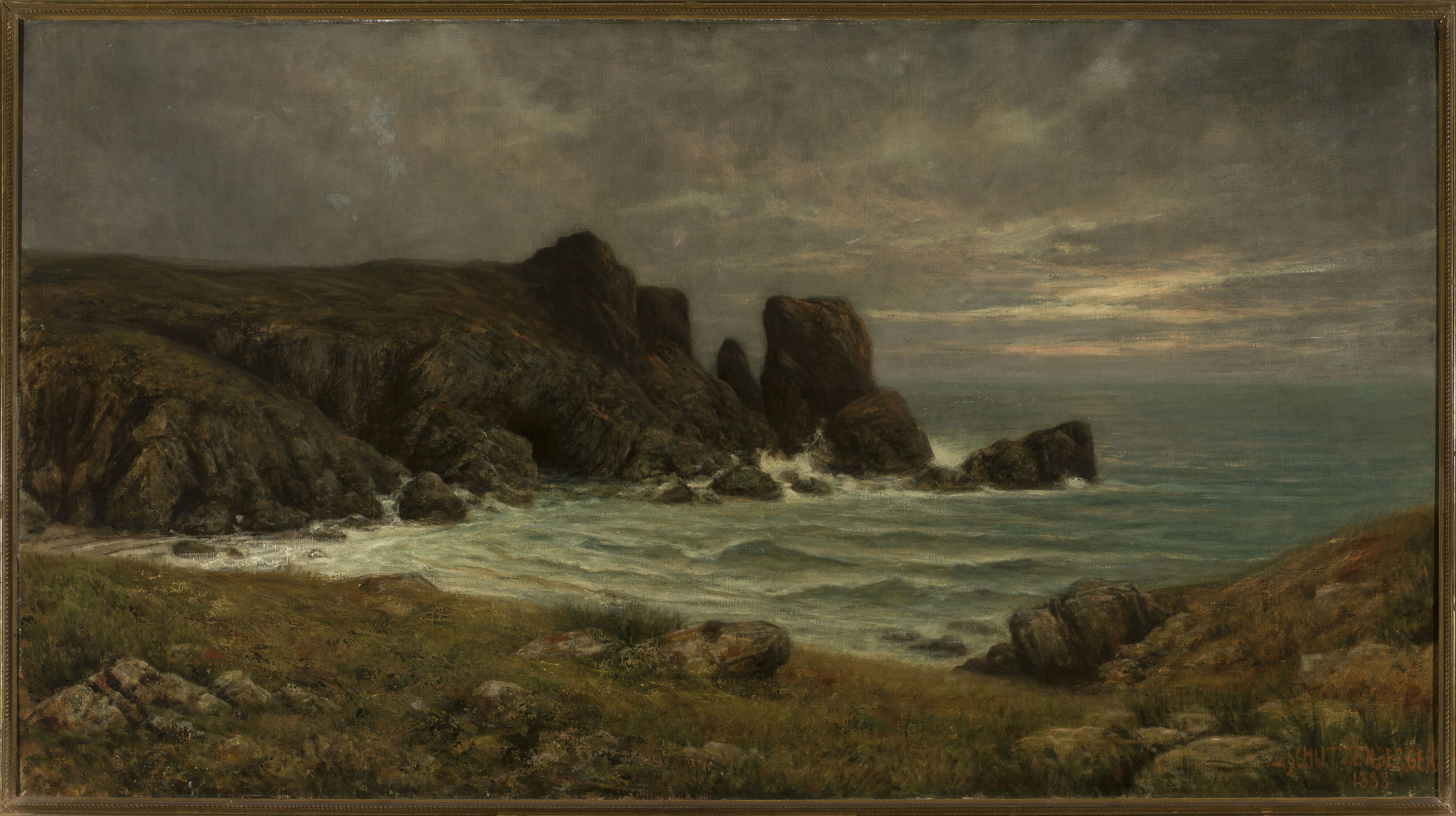
風景画 (1888) ワルシャワ国立美術館

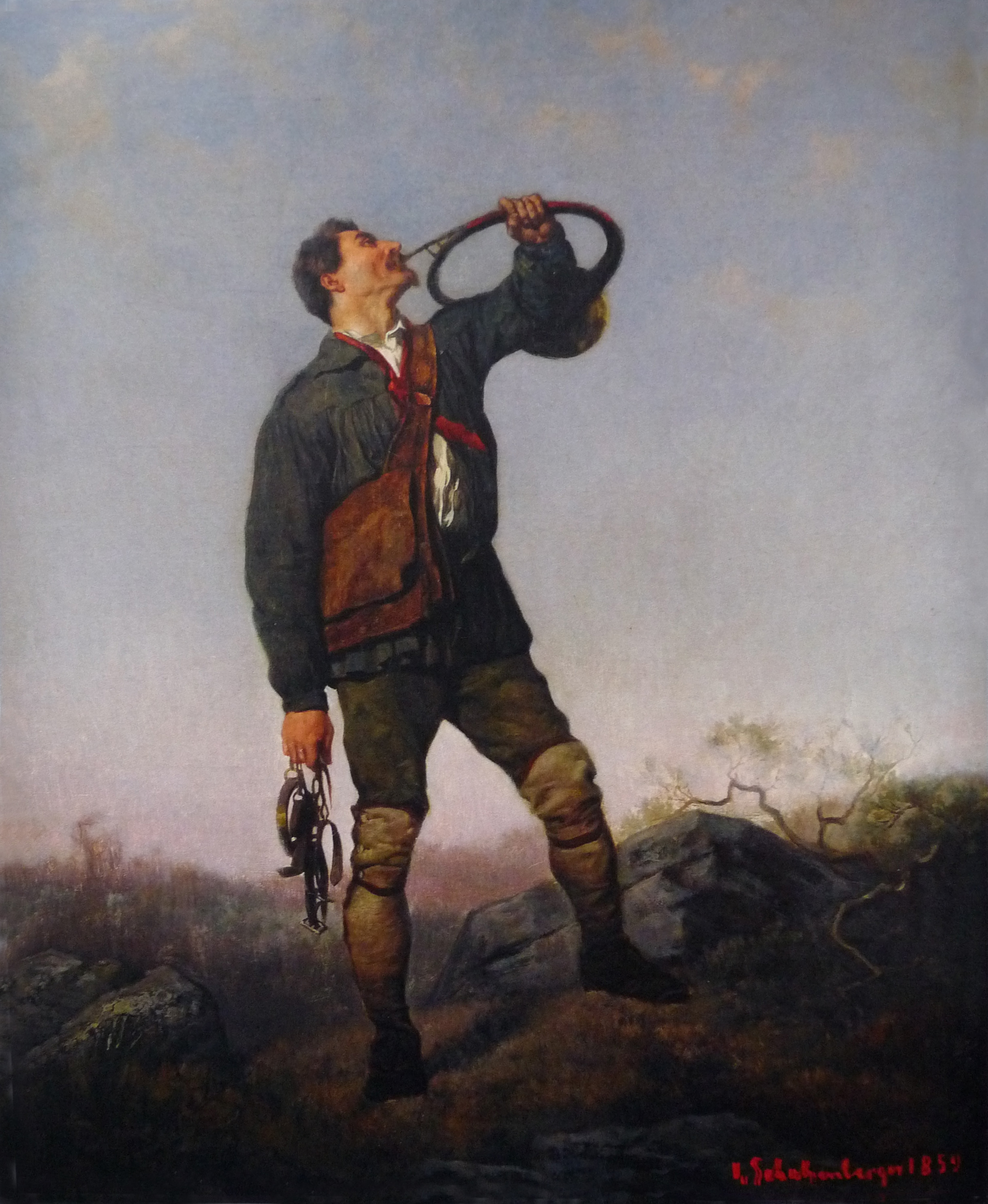
角笛を吹くハンター (1868) ストラスブール美術館
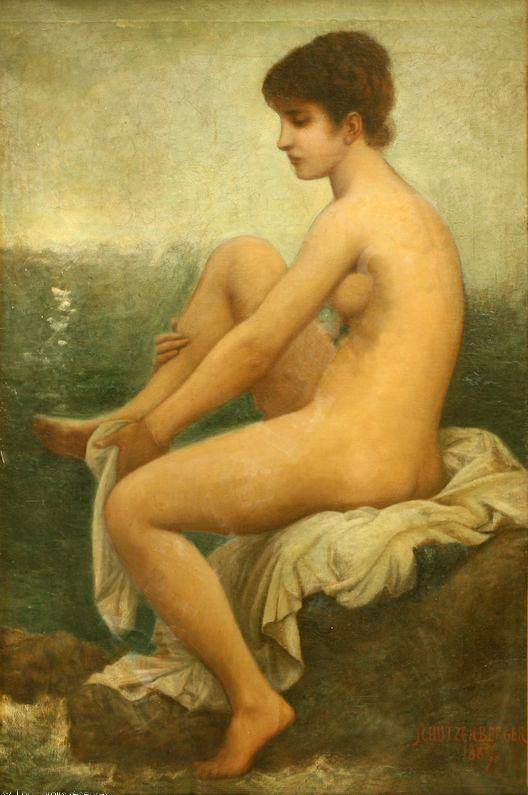
水浴びする女性
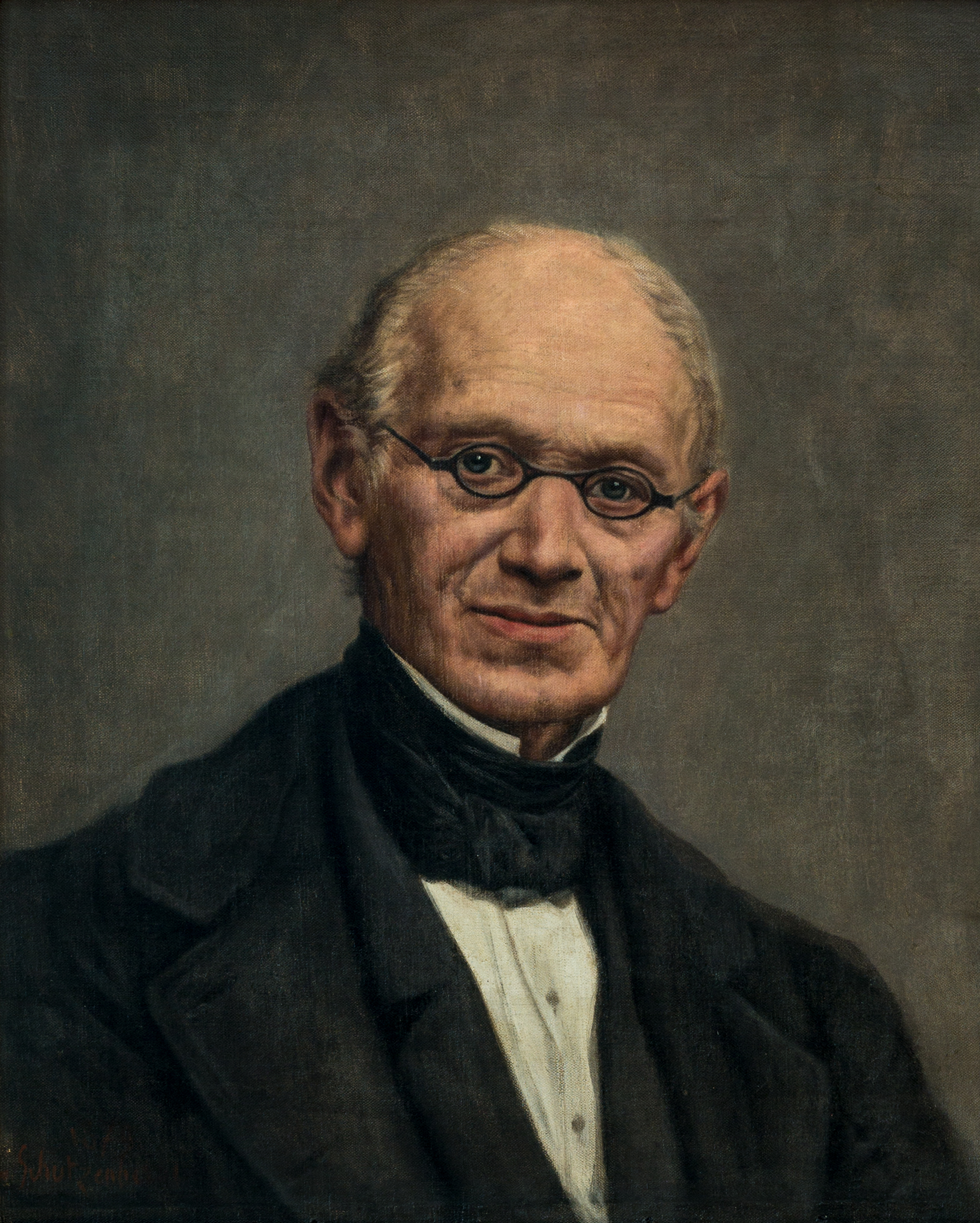
Édouard Guillaume Eugène Reuss（神学者）の肖像画
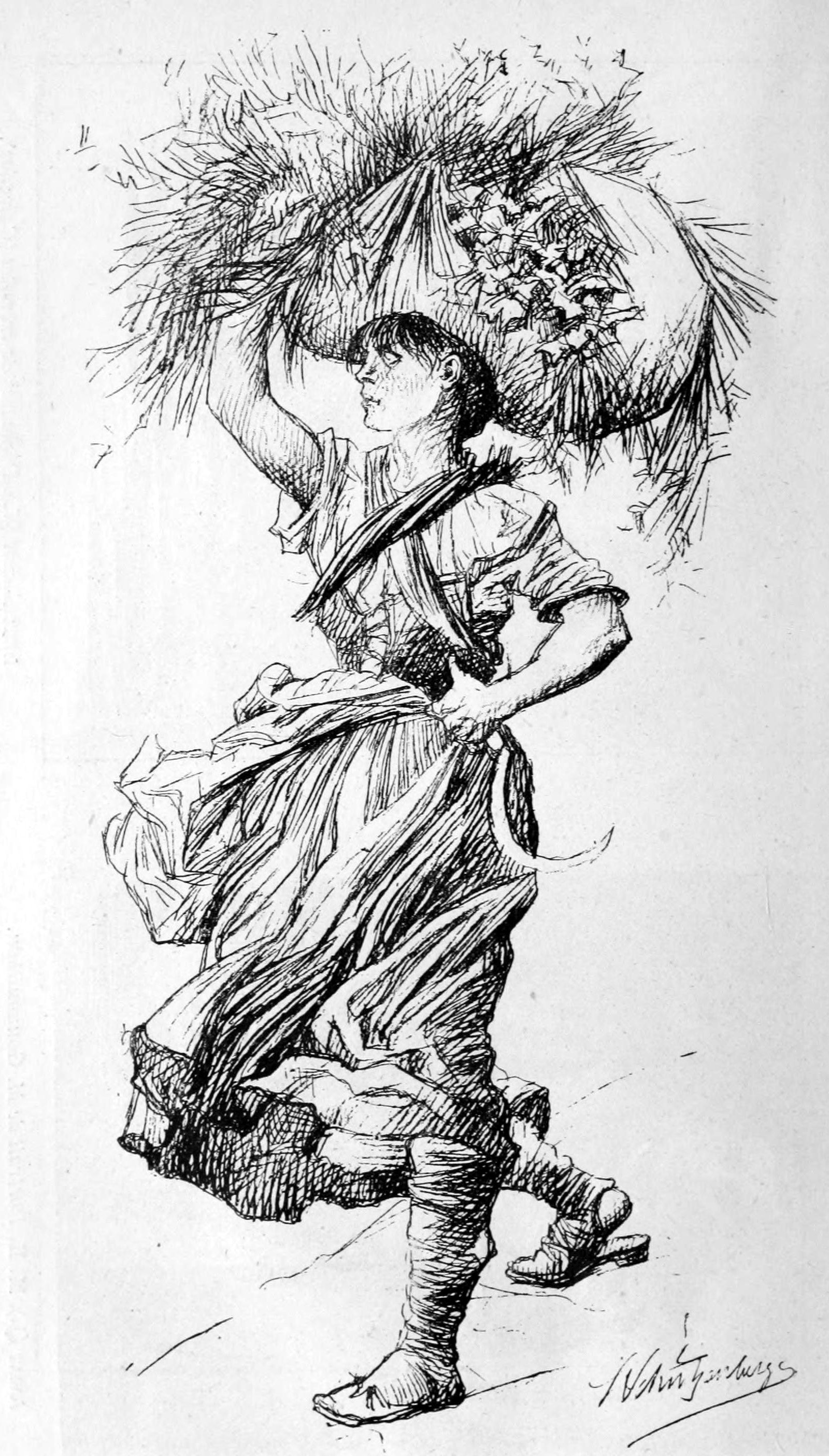
アルザスの女性